# Espasa de llum
Una espasa de llum (també anomenada sabre làser) és una arma de l'univers fictici Star Wars que empunyen en combat els Jedi i els seus adversaris: els Sith.
L'empunyadura és molt lleugera (les més pesants no arriben a pesar un quilogram) i la fulla làser que li dona nom a l'arma té pes nul, el qual implica que per a usar-ne una correctament es necessiten anys de pràctica i un mestre especialitzat en l'ús de l'espasa de llum.
Una espasa de llum es compon, bàsicament de:
- Una cèl·lula energètica que va encaixada a la part inferior de l'espasa. Generalment, aquestes cèl·lules acostumen a durar anys abans d'esgotar-se.
- Entre un i tres cristalls de llum, que donen color i consistència a la fulla de l'arma. Els cristalls es troben al remot planeta d'Ilum. En funció del cristall primari, les espases poden ser de molt diferents colors. Els més bàsics són blau, verd, groc, taronja, lila, vermell o fins i tot negre.
- Diversos botons i mecanismes interns de molt diferents funcions, les més usades de les quals són variar la longitud i/o l'amplada de la fulla.

Els Lords Sith també empunyen espases de llum de color generalment vermell. Les espases de vermell fort que empunyen els Sith indiquen que el seu portador és un mestre del costat fosc de la força.

## Tipus
- D'una fulla: És l'espasa més comuna i vista. Té un mànec personalitzat i una fulla monocolor.
- De fulla curta: És una espasa més curta portada tradicionalment per younglings (aprenents del temple que encara no han arribat al rang de padawan).
- De dues fulles: Extremadament difícil d'utilitzar, té un mànec més llarg amb una fulla a cada extrem, permet fer atacs més seguits i mortífers que una espasa de llum tradicional. Una espasa de llum de dues fulles està portada a les pel·lícules per Darth Maul (fulla vermella) i a l'univers expandit per la jedi Bastila Shan (la qual en porta un de groc) i per Exar Kun (que en duia un de fulla blava).